# Gastrotheca fissipes
Gastrotheca fissipes là một loài ếch trong họ Hemiphractidae. Nó là loài đặc hữu của Brasil.
Các môi trường sống tự nhiên của chúng là các khu rừng ẩm ướt đất thấp nhiệt đới hoặc cận nhiệt đới, vùng đất ẩm có cây bụi nhiệt đới hoặc cận nhiệt đới, và vùng nhiều đá. Nó không được xem là bị đe dọa theo IUCN.